# 辛島航
辛島 航（からしま わたる、1990年10月18日 - ）は、福岡県福岡市博多区出身のプロ野球選手（投手）。左投左打。東北楽天ゴールデンイーグルス所属。

## 経歴

### プロ入り前
福岡市立吉塚小学校の1年時に、「冷泉少年ファイターズ」で軟式野球を始める。3年時からソフトボールチームの「吉塚クリッパーズ」に移ると、外野手兼一塁手として5年時に九州大会へ出場。福岡市立吉塚中学校への入学後にボーイズリーグの「ドリームフューチャーズ」へ参加すると、2年時に外野手から投手へ転向した。
飯塚高等学校への進学後は、1年時夏の選手権福岡大会からベンチ入り。エースの座をつかんだ2年時の秋と、3年時の春にはチームの九州大会出場に貢献した。第90回全国高等学校野球選手権記念大会への出場校を決める3年夏の福岡大会では、二保旭、河野元貴、榎本葵などを擁する九州国際大学付属高等学校を準々決勝で破るなどの快進撃で、チームを学校創立46年目で初めて甲子園球場での全国大会出場に導いた。記念大会では浦添商業高校との初戦に先発したが、試合中に爪が割れたこともあって、8回を11被安打7失点という内容で敗戦投手になった。
2008年10月30日に行われたドラフト会議では、東北楽天ゴールデンイーグルスから6位指名を受け、契約金3000万円、年俸600万円（金額は推定）という条件で入団した。背番号は58。

### 楽天時代

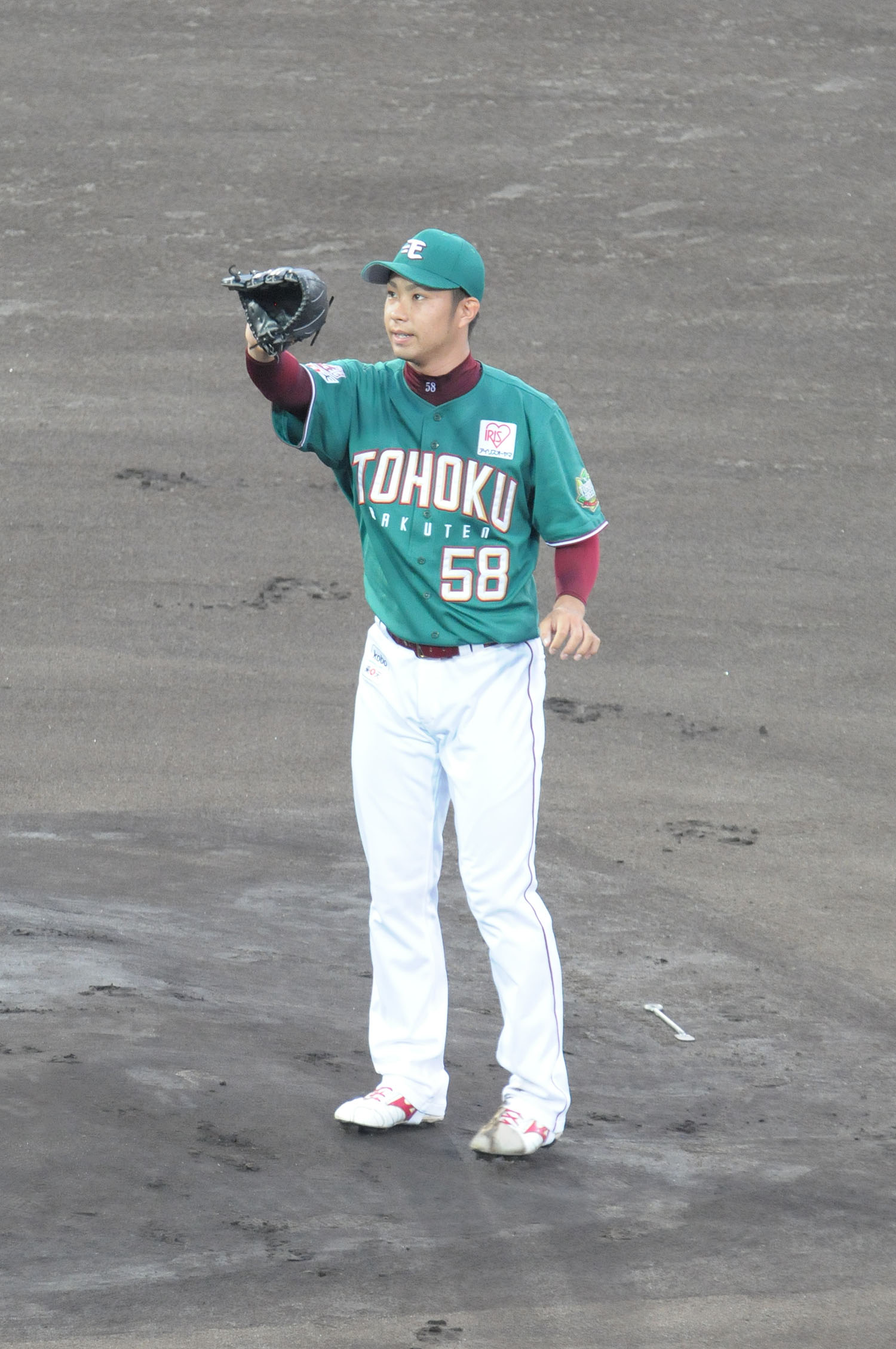
2013年7月31日、こまちスタジアムにて

2009年、8月13日の対福岡ソフトバンクホークス戦（クリネックススタジアム宮城）で、救援投手として一軍公式戦へのデビューを果たした。高校から直接楽天へ入団した新人投手による一軍公式戦への登板は、2007年に右投手の田中将大が記録して以来2人目で、左投手では初めてであった。イースタン・リーグ公式戦には11試合に登板し、1勝どまりながら防御率2.82を記録。
2010年、公式戦の開幕から一軍に入ると、4月25日の対北海道日本ハムファイターズ戦（札幌ドーム）でプロ初ホールドを記録。一軍公式戦全体でも、12試合の登板で5ホールドを挙げた。
2011年、故障の影響で入団後初めて一軍公式戦に登板しなかったものの、イースタン・リーグ公式戦では、13試合の登板で4勝2敗、防御率3.10を記録した。
2012年、5月1日の対埼玉西武ライオンズ戦（西武ドーム）で一軍公式戦初先発を果たすと、6回2/3を2被安打1失点で初勝利を挙げた。5月23日の中日ドラゴンズ戦（クリネックススタジアム宮城）で2勝目を挙げたが、登板中に左手の中指を痛めた影響で、およそ2か月間の戦線を離脱した。7月15日に一軍へ復帰してからは、先発ローテーションの一角に定着し、美馬学と並ぶチーム2位の8勝を挙げた。オフに、1580万円増の推定年俸2200万円で契約を更改した。
2013年、シーズン前に左肘を痛めた影響で、一軍公式戦でのシーズン初登板は7月31日の西武戦（こまちスタジアム）にまでずれ込んだが、後半戦だけで3勝を記録。球団史上初のパシフィック・リーグ優勝の一翼を担った。ポストシーズンでも、千葉ロッテマリーンズとのクライマックスシリーズ（CS）ファーストステージ第4戦と、読売ジャイアンツとの日本シリーズ第5戦に先発。日本シリーズ第5戦では勝敗が付かなかったものの、5回を1被安打無失点と先発の役割を果たした。オフに、100万円減の2100万円で契約を更改し、12月25日には結婚を発表した。
2014年、7月5日に第一子（長男）が誕生。入団後初めてシーズンを通じて一軍の先発ローテーションに定着し、9月7日の対千葉ロッテマリーンズ21回戦（QVCマリンフィールド）で一軍公式戦初の完封勝利を挙げた。打線の援護に恵まれず、リーグ最多タイの13敗を喫したが、規定投球回へ初めて到達し、リーグ10位の防御率3.79を記録した。オフに、2100万円増の推定年俸4200万円で契約を更改した。
2015年、オープン戦期間中の3月上旬に背中を痛めた影響で、公式戦を二軍でスタート。さらに、右手親指付近の石灰化に見舞われ、4月中旬に患部の除去手術を受けた。5月22日の対西武戦（西武ドーム）に先発投手として一軍公式戦のシーズン初登板を果たすと、8回を1被安打1失点に抑えシーズン初勝利を挙げるもシーズンを通しては夏場に調子を落とし5勝7敗と負け越した。シーズン終了後の契約交渉では、球団から初めて減俸を提示され前年から900万円減の推定年俸3300万円という条件で契約を更改した。
2016年、一軍公式戦の開幕当初に先発で1勝を挙げたものの、左肩に炎症が生じた影響で、4月18日に出場選手登録を抹消。シーズン2勝目は、9月4日の対福岡ソフトバンクホークス戦（楽天Koboスタジアム宮城）の先発登板にまで持ち越され、シーズンを通して3勝7敗と4年連続で負け越した。シーズン終了後には、300万円減の推定年俸3000万円で契約を更改した。
2017年、公式戦の開幕から一軍の先発ローテーションへ入る予定だった岸孝之・安樂智大が相次いで戦線を離脱したことを背景に、4月1日にオリックス・バファローズとの開幕カード第2戦（京セラドーム大阪）で先発登板。この試合に6回2失点で勝利したことを皮切りに、4月中の先発登板3試合でいずれも勝利投手になった。また、弘前市はるか夢球場としては初めての一軍公式戦であった6月28日の対オリックス戦に先発で勝利するなど、地方球場での開催試合だけで4勝を記録。レギュラーシーズンの一軍公式戦では8勝8敗、防御率4.19と、チーム2年ぶりのCS進出に貢献、CSでもソフトバンクとのファイナルステージ第2戦（10月19日）に先発し6回途中1失点の好投で勝利に貢献した。シーズン終了後の契約更改で1200万円増の推定年俸4200万円で契約を更改した。
2018年、前年に続いて、開幕から一軍の先発ローテーションに定着。9月27日には対ロッテ戦（ZOZOマリンスタジアム）での救援登板によって一軍公式戦で初めてのセーブを挙げた。リーグの規定投球回数には届かなかったものの、前年を上回る投球回数（117回2/3）を記録したが、年間通して打線との巡り合わせが悪い試合が多く、4勝9敗1セーブと負け越した。オフに、800万円増の推定年俸5000万円で契約を更改した。
2019年、レギュラーシーズンの前半戦は、岸や則本を開幕から故障で欠くチーム事情を背景に、美馬と並んで一軍の先発ローテーションで活躍。6月から調子を落とし、8月以降は中継ぎやいわゆる「第2先発」も経験したが、9月7日の対西武戦（楽天生命パーク宮城）で自己最多のシーズン9勝目を記録。シーズン全体では3年連続で4点台の防御率を記録したが、チームトップの9勝を挙げ、チームの2年ぶりCS進出に貢献した。CS終了後の契約交渉では、推定年俸6200万円（前年から1200万円増）という条件で契約を更改する一方で、先発以外での起用に対する評価の明確化を球団に求めた。
2020年、オープン戦の先発登板で打ち込まれ弓削隼人、松井裕樹ら先発左腕が台頭したことで前年までとは一転してレギュラーシーズンの開幕を一軍の救援要員として迎えた。開幕後の公式戦ではワンポイントの起用で自身2年ぶりのセーブを挙げたものの、防御率6.52と精彩を欠き8月6日に出場選手登録抹消。以降は先発要員として、一軍と二軍を往復し10月29日の対西武戦でシーズン初勝利を挙げたが、この1勝のみに留まり防御率4.93と低迷した。シーズンオフには1100万円減となる推定年俸5100万円で契約を更改した。
2021年、上半身のコンディション不良から2016年以来5年ぶりに開幕を二軍で迎え、開幕後に左肘のクリーニング手術を受けた影響もあり二軍での1試合の登板のみに終わり、2011年以来の一軍登板を無しでシーズンを終えた。オフには1100万円減の4000万円で契約を更改した。
2022年、開幕を二軍で迎えたものの二軍戦で好投を続け、シーズン半ばより先発ローテーションに定着。5月25日の対阪神タイガース戦では5回1失点で2年ぶりに勝利投手となり、楽天の生え抜き左腕投手として初の通算50勝に到達した。この年は17試合に先発し、6勝4敗、防御率3.40だった。6月にFA権を取得したが行使せず、12月1日には4000万円増となる推定年俸8000万円で契約を更改した。
2023年、前年に続き交流戦から一軍で先発起用され10試合に登板するも1勝5敗と奮わず、8月16日の対埼玉西武ライオンズ戦で通算1000投球回を達成した回で降板し一軍登録抹消となった。オフに現状維持となる推定年俸8000万円で契約を更改した。
2024年は肩の故障により5月ごろから投球ができず、投球練習再開は8月までずれ込んだ。一軍登板はなしに終わった。
2025年はオープン戦で防御率0.93とアピールし、自身6年ぶりの開幕ローテーション入りが決定した。しかし開幕3戦目の3月30日のオリックス戦では1回2/3を3失点、続く4月9日の日本ハム戦では4回1/3を4失点と、いずれも試合を作れず、二軍降格となった。

## 選手としての特徴・人物
平均球速約137km/h、最速145km/hの速球と、スローカーブ、スライダー、チェンジアップなどの変化球を操り、打たせて取る投球が持ち味。
元々は細身で、飯塚高校への入学時点での体重はわずか53kgだったが、在学中のトレーニングで15kg増やした。楽天への入団3年目には、体重をさらに増やす目的で、春季キャンプの前に田中将大やダルビッシュ有と合同で自主トレーニングに臨んでいる。

## 詳細情報

### 年度別投手成績
| 年 度      | 球 団      | 登 板 | 先 発 | 完 投 | 完 封 | 無 四 球 | 勝 利 | 敗 戦 | セ 丨 ブ | ホ 丨 ル ド | 勝 率 | 打 者 | 投 球 回 | 被 安 打 | 被 本 塁 打 | 与 四 球 | 敬 遠 | 与 死 球 | 奪 三 振 | 暴 投 | ボ 丨 ク | 失 点 | 自 責 点 | 防 御 率 | W H I P |
| ---------- | ---------- | ----- | ----- | ----- | ----- | -------- | ----- | ----- | -------- | ----------- | ----- | ----- | -------- | -------- | ----------- | -------- | ----- | -------- | -------- | ----- | -------- | ----- | -------- | -------- | ------- |
| 2009       | 楽天       | 2     | 0     | 0     | 0     | 0        | 0     | 0     | 0        | 0           | ----  | 25    | 5.0      | 10       | 0           | 1        | 0     | 0        | 2        | 0     | 0        | 5     | 5        | 9.00     | 2.20    |
| 2010       | 楽天       | 12    | 0     | 0     | 0     | 0        | 0     | 1     | 0        | 5           | .000  | 58    | 12.2     | 15       | 2           | 5        | 0     | 0        | 11       | 3     | 0        | 8     | 7        | 4.97     | 1.59    |
| 2012       | 楽天       | 16    | 16    | 0     | 0     | 0        | 8     | 5     | 0        | 0           | .615  | 414   | 103.1    | 87       | 4           | 22       | 0     | 5        | 79       | 4     | 0        | 30    | 29       | 2.53     | 1.05    |
| 2013       | 楽天       | 11    | 10    | 1     | 0     | 0        | 3     | 4     | 0        | 1           | .429  | 247   | 59.0     | 63       | 6           | 19       | 0     | 0        | 45       | 1     | 0        | 31    | 29       | 4.42     | 1.39    |
| 2014       | 楽天       | 25    | 25    | 1     | 1     | 0        | 8     | 13    | 0        | 0           | .381  | 662   | 154.1    | 160      | 11          | 46       | 2     | 4        | 99       | 3     | 0        | 70    | 65       | 3.79     | 1.33    |
| 2015       | 楽天       | 14    | 14    | 0     | 0     | 0        | 5     | 7     | 0        | 0           | .417  | 332   | 76.2     | 74       | 7           | 29       | 1     | 0        | 56       | 1     | 0        | 41    | 39       | 4.58     | 1.34    |
| 2016       | 楽天       | 13    | 13    | 0     | 0     | 0        | 3     | 7     | 0        | 0           | .300  | 306   | 72.0     | 72       | 2           | 22       | 0     | 3        | 48       | 0     | 0        | 33    | 31       | 3.88     | 1.30    |
| 2017       | 楽天       | 19    | 19    | 0     | 0     | 0        | 8     | 8     | 0        | 0           | .500  | 424   | 103.0    | 99       | 11          | 27       | 0     | 1        | 74       | 2     | 1        | 51    | 48       | 4.19     | 1.22    |
| 2018       | 楽天       | 23    | 22    | 0     | 0     | 0        | 4     | 9     | 1        | 0           | .308  | 508   | 117.2    | 120      | 12          | 46       | 1     | 7        | 99       | 3     | 0        | 55    | 53       | 4.05     | 1.41    |
| 2019       | 楽天       | 27    | 18    | 0     | 0     | 0        | 9     | 6     | 0        | 2           | .600  | 518   | 117.1    | 119      | 14          | 57       | 3     | 0        | 84       | 1     | 0        | 59    | 54       | 4.14     | 1.50    |
| 2020       | 楽天       | 19    | 6     | 0     | 0     | 0        | 1     | 3     | 1        | 2           | .250  | 170   | 38.1     | 43       | 6           | 15       | 0     | 3        | 26       | 2     | 0        | 22    | 21       | 4.93     | 1.51    |
| 2022       | 楽天       | 17    | 17    | 0     | 0     | 0        | 6     | 4     | 0        | 0           | .600  | 371   | 90.0     | 86       | 10          | 24       | 0     | 3        | 53       | 0     | 0        | 36    | 34       | 3.40     | 1.22    |
| 2023       | 楽天       | 10    | 10    | 0     | 0     | 0        | 1     | 5     | 0        | 0           | .167  | 224   | 51.1     | 57       | 7           | 16       | 0     | 1        | 24       | 1     | 0        | 27    | 26       | 4.56     | 1.42    |
| 通算：13年 | 通算：13年 | 208   | 170   | 2     | 1     | 0        | 56    | 72    | 2        | 10          | .438  | 4259  | 1000.2   | 1005     | 92          | 329      | 7     | 27       | 700      | 21    | 1        | 468   | 441      | 3.97     | 1.33    |

- 2024年シーズン終了時
- 各年度の太字はリーグ最多

### 年度別守備成績
| 年 度 | 球 団 | 投手  | 投手  | 投手  | 投手  | 投手  | 投手     |
| 年 度 | 球 団 | 試 合 | 刺 殺 | 補 殺 | 失 策 | 併 殺 | 守 備 率 |
| ----- | ----- | ----- | ----- | ----- | ----- | ----- | -------- |
| 2009  | 楽天  | 2     | 0     | 2     | 0     | 0     | 1.000    |
| 2010  | 楽天  | 12    | 0     | 4     | 0     | 0     | 1.000    |
| 2012  | 楽天  | 16    | 6     | 20    | 1     | 2     | .963     |
| 2013  | 楽天  | 10    | 3     | 10    | 0     | 1     | 1.000    |
| 2014  | 楽天  | 25    | 6     | 44    | 2     | 0     | .962     |
| 2015  | 楽天  | 14    | 6     | 16    | 0     | 1     | 1.000    |
| 2016  | 楽天  | 13    | 4     | 8     | 0     | 0     | 1.000    |
| 2017  | 楽天  | 19    | 1     | 15    | 0     | 1     | 1.000    |
| 2018  | 楽天  | 23    | 4     | 30    | 0     | 3     | 1.000    |
| 2019  | 楽天  | 27    | 4     | 25    | 0     | 0     | 1.000    |
| 2020  | 楽天  | 19    | 3     | 8     | 1     | 0     | .917     |
| 2022  | 楽天  | 17    | 7     | 18    | 0     | 1     | 1.000    |
| 2023  | 楽天  | 10    | 1     | 6     | 0     | 0     | 1.000    |
| 通算  | 通算  | 208   | 45    | 206   | 4     | 9     | .984     |

- 2024年度シーズン終了時

### 記録
初記録
投手成績
- 初登板：2009年8月13日、対福岡ソフトバンクホークス17回戦（クリネックススタジアム宮城）、5回表に2番手で救援登板、3回2失点
- 初奪三振：同上、6回表に中西健太から見逃し三振
- 初ホールド：2010年4月7日、対北海道日本ハムファイターズ2回戦（札幌ドーム）、7回裏に3番手で救援登板、1回2/3を無失点
- 初先発登板・初勝利・初先発勝利：2012年5月1日、対埼玉西武ライオンズ2回戦（西武ドーム）、6回2/3を2安打1失点
- 初完投：2013年7月31日、対埼玉西武ライオンズ14回戦（秋田県立野球場）、5回2失点で勝敗つかず ※降雨コールドゲーム
- 初完投勝利・初完封勝利：2014年9月7日、対千葉ロッテマリーンズ21回戦（QVCマリンフィールド）、9回2安打7奪三振
- 初セーブ：2018年9月27日、対千葉ロッテマリーンズ22回戦（ZOZOマリンスタジアム）、6回裏に2番手で救援登板・完了、4回無失点

打撃成績
- 初安打：2014年5月23日、対中日ドラゴンズ1回戦（楽天Koboスタジアム宮城）、3回裏にダニエル・カブレラから左前安打

節目の記録
- 1000投球回：2023年8月16日、対埼玉西武ライオンズ19回戦（ベルーナドーム）、4回裏一死目に佐藤龍世から遊ゴロ ※史上365人目[23]

### 背番号
- 58（2009年[2] - ）